# L'Averse
L'Averse est un tableau réalisé par le peintre français Paul Sérusier en 1893 à Huelgoat, dans le Finistère. De format vertical, cette huile sur toile est une scène de genre qui représente des femmes marchant dans un paysage urbain sous un parapluie pendant une averse. L'œuvre est conservée depuis 1983 au musée d'Orsay, à Paris.